# 共青站 (苏州)
共青站位于中国江苏省苏州市昆山市玉山镇前进西路与虹祺路交叉口西侧，是苏州地铁11号线的地铁车站，于2023年6月24日开通运营。

## 车站结构
本站为地下二层岛式车站。

### 楼层
| 1                 | 地面 | 出入口 |
| -1                | 站厅 | 售票、客服中心、商店 |
| -2                | 站台 | \| \| \| ■ 11号线往苏州新区火车站（昆山文化艺术中心） \| \| 島式 · 開左邊车门 \| \| \| \| \| \| ■ 11号线往花桥（江浦） \| |
|                   |      | ■ 11号线往苏州新区火车站（昆山文化艺术中心）                                                                              |
| 島式 · 開左邊车门 |      | |
|                   |      | ■ 11号线往花桥（江浦） |